# Hoplocryptus zoesmairi
Hoplocryptus zoesmairi là một loài tò vò trong họ Ichneumonidae.